# Супруненко Ніна Антонівна
Супруненко Ніна Антонівна (31 травня 1953) — українська поетка, лірик. Член Національної спілки письменників України, Національної спілки журналістів України, Заслужений діяч мистецтв України.

## Біографія
Ніна Супруненко (Ніна Антонівна Микитенко) народилася в степовому селі Новоселиця Семенівського району Полтавської області.
Батько, Микитенко Антон Іванович, працював начальником шляхового відділу Семенівського району, мати Микитенко Марія Олександрівна, — агроном села Новоселиця.
У дитинстві захоплювалася літературою, художньою самодіяльністю, спортом, була головою ради дружини з 5-го класу і до закінчення школи.
Новоселицьку восьмирічну школу закінчила на «відмінно» і вступила на сестринське відділення до Лохвицького медичного училища (нині — Лохвицький медичний фаховий коледж).
Працювала операційною сестрою у лікарні № 4 Полтави, але, окрім того, вела активну громадську діяльність: була фізоргом, брала участь у художній самодіяльності, захоплювалася журналістикою.
Після одруження та переїзду до Харкова — учасниця Народного театру гарнізонного будинку офіцерів. Згодом — народження сина Антона, вступ на режисерське відділення Харківського державного інституту культури, який закінчила у 1982 р. з відзнакою.
Після закінчення вишу працювала завідувачкою інтернаціонального відділу Палацу студентів НТУ «ХПІ», художнім керівником, директором студентського клубу «Сучасник». Навчалася в Київській державній академії керівних кадрів культури та мистецтва, магістратурі інституту післядипломної освіти Харківського національного педагогічного університету імені Григорія Сковороди.
В 1990 році вийшла перша книга поезій «Дарунок долі» (Київ, «Радянський письменник»), за яку в 1992 році прийнята до Національної Спілки письменників України.
Ніна Антонівна є авторкою та ведучою телевізійної програми «Творчі зустрічі з Ніною Супруненко». Понад  200 фільмів  знято про творчі особистості та колективи України й зарубіжжя.
У 2005—2010 роках очолювала Управління культури і мистецтв, культури і туризму Харківської обласної державної адміністрації.
З 2011 — член Національної спілки журналістів України.

## Творчий доробок
Багато композиторів написали музику до поезій Ніни Супруненко: Валерій Титаренко, Валерій Маслєнніков, Ірина Сивохіна, Анатолій Чілутьян, Володимир Соляніков, Дмитро Новічонок, Катя Чілі та ін.
На всеукраїнському телеконкурсі "Фант-лото «Надія» її пісня «Білі крила» у виконанні Катрусі Кондратенко (Катя Чілі) відзначена першою премією. Пісня «Астронавти» у виконанні польської групи «3Х» звучала на Євробаченні.
Пісні на слова Ніни Супруненко виконують Вячеслав Батулін, Ваган Гурджан, Анастасія Долапчі, Анастасія Доро, Тамара Кадацька, Сергій Куцевляк, Анатолій Мельніков, Юлія Прядко, Людмила Рубан, Марія Стецюн, Катя Чілі, Валентина Шаровська, заслужені артисти Олексій Гавінський, Валентин Перехрест, Олена Плаксіна, Андрій Тимошенко, Марина Чиженко, народні артисти Володимир Болдирєв, Олег Дзюба, Ніна Шестакова, тріо «Купава» (Олена Їземчук, Юлія Меліхова, Тетяна Слюсаренко) та ін.
Поезії Ніни Супруненко перекладені на інші мови народів світу, друкувалися в Австралії, Вірменії, Великої Британії, Білорусі, Німеччині, Польщі, США, Чувашії.
Збірки поезій:
- «Дарунок долі» (Київ, 1990),

- «Цветные сны» (Київ, 1993),

- «У лабіринтах болю і розлук» (Київ, 1995, 1996),

- «Звезда, упавшая вчера» (Москва, 1997),

- «На обрії душі» (Рівне, 2002),

- «Вітри протиріч» (Київ, 2003),

- «Полиновий світ» (Рівне, 2004),

- «Времена жизни» (Москва, 2004),

- «Закономерная случайность» (Харків, 2006),

- «Преодоление» (Москва,2007),

- «Межа часу» (Харків, 2007),

- «Оттиск ладони» (Харків, 2008),

- «Сонце осені» (Харків, 2009),

- «Вселенная» (Харків, 2009),

- «Планета любви» (Чебоксары, 2009),

- «Щоденник пам'яті» (Харків, 2016),

- «Дневник памяти» (Харків, 2016),

- «Предчувствие рождения стиха» (Харків, 2016),

- «Завгороди» (Київ, 2017).

- «Власний шлях», (2019).

Ніна Супрененко авторка дитячих книг:
- «Сашеньке в подарок» (Київ, 2003),

- «Загадки для маляток» (Харків,2008),

- «Святкові дні» (Харків, 2009),

- «У бабусі й дідуся» (2013).[7]

## Нагороди
- В 1998 році Ніні Супруненко присуджена Почесна медаль «За найкращу книгу 1997 року» Ради Міжнародного видавництва «Берегиня».

- Лауреат премії імені Олександра Олеся (1999 рік).

- Нагороджена Срібним Хрестом ОБВУ Великої Британії (2003),
- Орденом Святої великомучениці Варвари (2006).

- Лауреат регіонального рейтингу «Харків'янин року — 2007».

- Заслужений діяч мистецтв України (2007).

- Нагороджена Премією Фонду Воляників-Швабінських за 2009 рік за книгу поезій «Сонце осені» (США),
- Знаком «Почесний телевізійник» (Спілка засобів масової інформації, 2017).
- Присвоєно звання Почесний житель Семенівщини (2018).
- Нагороджена Почесним знаком «Слава Слобожанщини» (2018).